# تلة سياه (تازيان)
تلة سیاه (بالفارسية: تل سیاه) هي قرية تقع في إيران في قسم تازيان الريفي. يقدر عدد سكانها بـ 512 نسمة بحسب إحصاء 2016.